# 무쓰자와정
무쓰자와정(일본어: 睦沢町 무쓰자와마치[*])은 일본 지바현 조세이군의 정이다.

## 지리
보소반도의 중앙부에서 약간 동남쪽에 위치하고, 도쿄 도심에서 약 70km 떨어진 곳에 위치한다. 지형은 동쪽을 향해 서쪽에서 완만한 경사면을 이룬다. 고도는 2~168m이며 정의 북동부에서 이치노미야강이 태평양으로 흘러 들어간다. 또 하천 연안은 비옥한 농지가 펼쳐져 있어 가즈사 지구 굴지의 곡창지대이며, 지하에는 풍부한 천연가스가 매장되어 있는 것이 특징이다. 겨울이라도 0℃ 이하로 떨어지는 날이 적은 온난한 기후이다.

## 역사
- 1955년 - 조세이군 도보쿠촌과 히가시촌의 일부, 이스미군 미즈사와촌이 합병해 무쓰자와촌이 탄생하였다.
- 1983년 - 정으로 승격해 무쓰자와정이 되었다.

## 인구
| 연도 | 인구  | ±%     |
| ---- | ----- | ------ |
| 1950 | 9,362 | —      |
| 1960 | 8,152 | −12.9% |
| 1970 | 6,259 | −23.2% |
| 1980 | 7,068 | +12.9% |
| 1990 | 7,956 | +12.6% |
| 2000 | 8,244 | +3.6%  |
| 2010 | 7,341 | −11.0% |